# سهماندپ
سهماندپ، روستایی از توابع بخش سرباز شهرستان سرباز در استان سیستان و بلوچستان ایران است.

## جمعیت
این روستا در دهستان سرکور قرار دارد و جمعیت آن حدود ۲۰۰ نفر (حدود ۶۰خانوار) بوده‌است.